# Giuseppe Scarnati
Giuseppe Scarnati fue un diseñador italiano. Fue contratado por Alfa Romeo en 1936 como dibujante de la Oficina de Diseño de Carrocería con el ingeniero Finotti. En 1941 fue trasladado a la oficina de diseño de aeronaves dirigida por Raimondo Gatti en la planta aeronáutica de San Martino en Pomigliano d'Arco, trasladándose a finales de la Segunda Guerra Mundial a la planta de Armeno donde impartiría formación.
Al acabar la guerra, cuando la planta aeronáutica se mudó a Lago D'Orta, Scarnati regresó nuevamente al Departamento de Diseño de Carrocerías.
Después de un período de enseñanza en el Instituto Padre Beccaro, regresó a Portello como parte del Departamento de Planificación con Ivo Colucci, Jefe de Diseño de carrocerías. 
En 1957 fue nombrado jefe de la nueva Oficina de Estilo, aún bajo la tutela de Colucci. En 1960 fue nombrado jefe de la Oficina de Estilo y en 1971 jefe del recientemente establecido Centro Stile Alfa Romeo. Fue el diseñador de los Alfa Romeo Giulia Berlina y Alfa Romeo Alfetta.
Se retiró en 1974, apenas dos años después de la salida al mercado del Alfetta.